# Georges de Trébizonde
Pour l’article homonyme, voir Georges Ier de Trébizonde.
Œuvres principales
- Sur la vérité de la foi des chrétiens (1453)
- Comparatio Aristotelis et Platonis (1464)

Compléments
- De grammatica

Georges de Trébizonde, en grec Γεώργιος Τραπεζούντιος / Géôrgios Trapézoundios (né en Crète en 1396, mort à Rome en 1472), philosophe grec, secrétaire pontifical, fut l'un des principaux humanistes de la Renaissance italienne. Commentateur critique d'Aristote, il fut aussi l'un des premiers traducteurs de l’Almageste de Ptolémée.

## Biographie
Il doit son nom de Trapézoundios (latin : Trapezuntius) au fait que sa famille émigra en Crète à la fin du XIIIe ou au début du XIVe siècle depuis l'empire de Trébizonde (anciennement Trapézonte). À l'époque de sa naissance, la Crète était déjà depuis deux siècles sous domination vénitienne, et cette intégration de l'île dans le système commercial vénitien, en assurant une certaine prospérité économique aux autochtones, avait favorisé la naissance d’une véritable bourgeoisie grecque — il est vrai essentiellement urbaine —, dont les exigences en matière d’éducation allaient de pair avec la réussite socio-économique. L’enseignement du latin y était déjà assez bien assuré pour permettre, dans les années 1340-1350, la formation initiale de lettrés prestigieux tel Pierre Philargès, le futur pape de Pise Alexandre V (1409-1410), tandis que le maintien d’une culture gréco-orthodoxe dans la tradition byzantine produisait de talentueux théologiens, tels les moines Joseph Philargès et Nil Damilas.
Au début des années 1410, issu d'une famille qui occupait une position moyenne dans la hiérarchie sociale de Candie, capitale de Crète, le jeune Georges bénéficia de cette ambiance favorable. Son père, le papas Constantin Trapézoundios, le fit entrer très jeune dans le cercle littéraire prestigieux présidé par son supérieur hiérarchique, le protopape de Candie Jean Siméonakis, qui avait groupé autour de lui des lettrés intéressés tant par les innovations de la scholastique occidentale que par la culture grecque antique et byzantine. Grâce à l'enseignement d'un tel professeur, Georges démontra très vite une excellente connaissance des auteurs classiques, et ce fut également par l'entremise de Siméonakis qu'il reçut, en 1416, l'invitation de poursuivre son éducation en Italie, à Venise, de la part de Francesco Barbaro, auquel il servit dans un premier temps de secrétaire. 
À Venise, il suivit les cours de Guarino Guarini et de Vittorino da Feltre, puis il partit en 1417 pour l'université de Padoue où il eut pour condisciple Francesco Filelfo, auquel il succéda sur sa chaire publique de latin à Vicence, en 1420, lorsque Filelfo la libéra à la veille de son départ pour Constantinople. La même année, Georges obtint la citoyenneté vénitienne, ainsi que ses premiers succès publics, à Vicence en 1421, en raison de sa brillante éloquence latine. 
Toutefois, il retourna en Crète dès 1422, apparemment résolu à faire finalement carrière dans son île natale, sans doute alléché par la promesse de son père de l'établir à Candie de manière indépendante, à l'occasion de son mariage avec Galitia Métachéristissa. Fort du soutien de son ancien professeur le protopape Jean Siméonakis, Georges s'installa alors à Candie comme rector scolarum et, soucieux de garantir sa réputation de lettré, et peut-être le succès de son école auprès des élites crétoises, il profita de la présence dans l'île, en 1424, du lettré byzantin Jean Argyropoulos pour se mesurer à lui à l’occasion d'une disputatio (débat) publique qui se tint dans l'église Saint-Tite de Candie (ru). La confrontation tourna cependant au désavantage de Georges, et fut à l'origine de la solide inimitié qui opposa les deux humanistes leur vie durant. Quoi qu'il en soit, dès 1425, et à la suite d'un « événement déplaisant » sur lequel il ne s’est jamais clairement exprimé, Georges résolut de tourner définitivement le dos à sa patrie en revenant s’installer en Italie. Cette rupture, il la manifesta dès 1426 par trois gestes éclatants : il reprit son enseignement à Vicence ; il fit venir auprès de lui son épouse crétoise et ses enfants ; surtout, il se convertit au catholicisme. Cette conversion lui valut d'être mis quelque temps au ban de sa famille crétoise, dont plusieurs membres, outre son père, étaient des clercs orthodoxes. Mais une réconciliation eut lieu dès 1428, lorsque, grâce aux puissantes relations vénitiennes de Georges, ce dernier fit obtenir à son père et à ses frères le statut de cives originales.

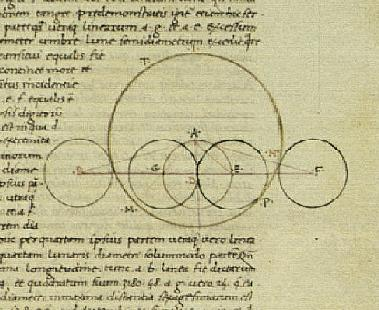
Manuscrit latin de l’Almageste de Ptolémée.

En 1432, il dut encore s’entremettre auprès du Sénat vénitien en faveur de son père, le papas Constantin, et d'un de ses frères, le papas Michaël, afin que leur statut de cives originales leur soit restitué, attendu qu'en 1430 ces derniers avaient été trouver le patriarche Joseph II à Constantinople — une destination absolument proscrite par les autorités crétoises aux clercs orthodoxes de l'île — et avaient encore aggravé leur cas en se faisant moines dans un monastère de la capitale byzantine. Du reste, la famille était fort partagée sur la question religieuse : en cette même année 1432, mettant à profit l'absence de son père et de son frère de Crète pour cause d'équipée constantinopolitaine, le plus jeune frère de Georges, Christophoros Trapézoundios, se convertit à son tour à la foi romaine et entra dans l'entourage du nouvel archevêque de Rhodes, l'ex-constantinopolitain André Chrysobergès, recevant à cette occasion une prébende dans cette île. L'année suivante, le jeune Christophoros, connu comme copiste et possesseur de manuscrits, vint à Venise visiter Georges, sur le chemin qui devait le conduire jusqu'à la curie romaine pour plaider sa cause auprès du pape Eugène IV, attendu qu'il n'avait finalement pas pu entrer en possession de son canonicat rhodien, en raison de la mauvaise volonté des maîtres de l'île, les Hospitaliers. Mais le jeune homme mourut au cours de son voyage jusqu'à Rome, une mort qui fut l'occasion d'échanges acerbes entre Georges et son ancien maître Guarino Guarini, chacun faisant peser sur l'autre la responsabilité de cette disparition prématurée. Dans ces années 1430, Georges se consacre surtout à l'enseignement, mais peine à faire vivre sa famille avec ses maigres émoluments. Aussi essaye-t-il par tous les moyens d'échapper à l'enseignement. On le voit notamment se porter candidat à tous les postes proposés à Venise de chancelier dans son île natale (Réthymnon, La Canée, Candie), en 1432, 1436 et 1437, mais sans succès. Ses démarches concomitantes auprès de la curie romaine se révèlent plus heureuses: en 1440, il décroche la charge enviable de protonotaire apostolique, qui va lui assurer une relative sécurité matérielle et lui permettre de se consacrer plus largement à ses travaux d'érudition. 

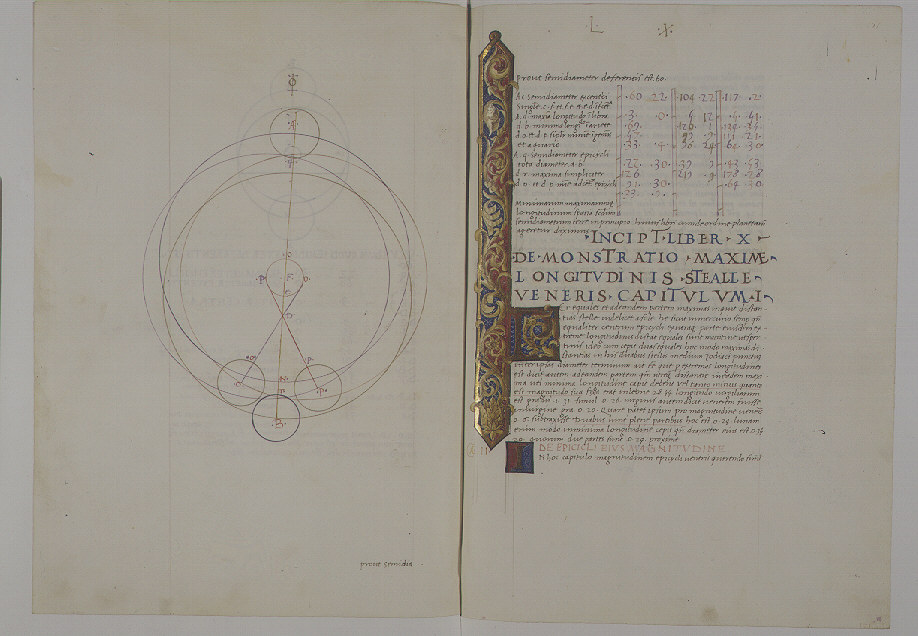
Une page du livre X des Commentaires sur l'Almageste, par Georges de Trébizonde. Le diagramme sur la gauche est le modèle de l'orbite de la planète Mercure, montrant son périgée ; à droite, quelques données sur Mercure et le début du paragraphe sur la planète Vénus.

À cette époque sa réputation en tant que professeur et traducteur d'Aristote est immense. Mais son mauvais caractère autant que la conviction inébranlable de sa supériorité intellectuelle — loin d'être toujours justifiée — lui vaut beaucoup d'ennemis, de même que la hargne stérile de ses attaques contre Platon (dans son pamphlet Comparatio Aristotelis et Platonis), qui lui valut une réplique inspirée du cardinal Bessarion. De même, le caractère manifestement hâtif et approximatif de ses traductions de Platon, d'Aristote et d'autres auteurs classiques, contribuèrent à saper sa réputation en tant qu'érudit, et à ébranler son autorité. La vague d'indignation soulevée contre lui par sa Comparatio l'aurait probablement contraint à fuir l'Italie sans la protection d'Alphonse V d'Aragon, qui l'accueillit à la cour de Naples. En 1465-66, il fit un voyage à Constantinople, désormais ottomane, dans le but de rencontrer Mehmed II dont, dans son traité Sur la vérité de la foi des chrétiens, il avait proclamé dès 1453 la légitimité à devenir l’unique souverain de l’oikouméné. Il s’agissait pour lui de convaincre le sultan de se convertir au christianisme, mais l’audience qu’il espérait lui fut refusée. À son retour à Rome, le nouveau traité qu’il avait rédigé en l’honneur de Mehmed II durant sa traversée de retour tomba entre les mains de Bessarion. Et si son voyage avait eu l'aval de la curie, la lecture de son traité fit tellement scandale qu'il lui valut d’être jeté en prison quatre mois durant par le pape Paul II. En 1471, il publia une célèbre grammaire latine, version modernisée de la méthode classique du grammairien latin Priscien. En outre, un traité antérieur sur les principes de la rhétorique grecque lui valut un regain de distinction, même de la part de ses anciens détracteurs, qui reconnurent son brio et son autorité. Il mourut à Rome en 1472. 
On trouvera une liste complète de ses œuvres, principalement composée de traductions du grec au latin (Platon, Aristote et les Pères de l'Église), d'essais en grec (essentiellement sur la théologie) et de traités en latin (sur la grammaire et la rhétorique), chez Fabricius, Bibliotheca Graeca (ed. Harles), xii.